# Cattedrali in Belgio
Questa è una lista di cattedrali in Belgio.

## Chiesa cattolica

### Cattedrali attuali
| Città     | Cattedrale                             | Diocesi                        | Immagine |
| --------- | -------------------------------------- | ------------------------------ | -------- |
| Anversa   | Cattedrale di Anversa                  | Anversa                        |          |
| Bruges    | Cattedrale di Bruges                   | Bruges                         |          |
| Gand      | Cattedrale di Gand                     | Gand                           |          |
| Hasselt   | Cattedrale di Hasselt                  | Hasselt                        |          |
| Liegi     | Cattedrale di Liegi                    | Liegi                          |          |
| Malines   | Cattedrale di Malines                  | Malines-Bruxelles              |          |
| Bruxelles | Cattedrale di Bruxelles                | Malines-Bruxelles              |          |
| Namur     | Cattedrale di Namur                    | Namur                          |          |
| Tournai   | Cattedrale di Tournai                  | Tournai                        |          |
| Bruxelles | Chiesa di Saint Jacques-sur-Coudenberg | Ordinariato militare in Belgio |          |

### Vecchie cattedrali
- Cattedrale di San Donato, Bruges (distrutta nel 1799)
- Cattedrale di Notre-Dame-et-Saint-Lambert, Liegi (distrutta nel 1794)
- Cattedrale dei Santi Pietro, Paolo e Quirino, Malmedy (cattedrale della diocesi di Eupen e Malmedy dal 1920 al 1925)
- Cattedrale di San Martino, Ypres (cattedrale della diocesi di Ypres dal 1561 al 1801)

## Chiesa anglicana
- Cattedrale della Santa Trinità, Bruxelles

## Chiesa ortodossa russa
- Cattedrale di San Nicola il Taumaturgo, Bruxelles, cattedrale dell'Eparchia di Bruxelles e del Belgio

## Chiesa greco-ortodossa
- Cattedrale dei Santi Tassiarchi, Bruxelles (Metropolia del Belgio)